# Bac Landskrone
Le Bac Landskrone à Nierstein (en allemand : Rheinfähre Landskrone bei Nierstein) est (á côté du bac de Gernsheim) un autre moyen de traverser le Rhin en voiture entre le pont des Nibelungen près de Worms et le pont de Weisenau près de Mayence.
Le bac est situé au kilomètre 480,65 du Rhin et relie les deux villes de Nierstein et Oppenheim sur le côté rhénan-hessé sur la rive gauche du Rhin avec Kornsand près de Trebur en Hesse sur la rive droite du Rhin.

## Service de traversier
Le service de traversier a lieu toute l'année. Normalement, un bac traverse le Rhin selon un horaire fixe. Il y a des exceptions si l'eau du Rhin est trop haute ou trop basse ou les ponts de Moyence sont fermés.
La „Rheinfähre Landskrone GmbH“ (en français : « bac rhénan Landskrone GmbH ») a deux bateau, le „Landskrone“ et le "Landskrone 2" identique à l'origine et qui était le bac „Stadt Gernsheim“ remplacé en décembre 2015 par le nouveau ferry rhénan „Helene“ exploité par la compagnie des ferries rhénans de Gernsheim.

## Technologie
Le « Landskrone » et le « Landskrone 2 » ont été construits en 1965/1966 au chantier naval Hans Boost à Trèves pour la Wasser- und Schifffahrtsdirektion Mainz (en allemand : Wasser- und Schifffahrtsdirektion Mainz). 
Le Landskrone et le Landskrone 2 mesurent 45 m (hors ponts basculants) de long et 11,10 m de large. Le tirant d'eau maximum est de 0,80 m, ils peuvent transporter jusqu'à 140 tonnes, 300 personnes peuvent être transportées par voyage. Jusqu'à 21 voitures (7 voitures par voie) peuvent se ranger sur les trois voies du traversier. Le poids total autorisé par véhicule est limité à 50 tonnes. 
Les bacs sont propulsés par quatre hélices de Schottel-Ruderpropeller, qui peuvent être tournées à 360 degrés, permettant au ferry de tourner sur place. Le Landskrone est propulsé par quatre moteurs diesel Deutz refroidis par air (chacun de 105 CV), le Landskrone 2 dispose de 4 moteurs diesel Caterpillar refroidis par eau (chacun de 85 CV). Les deux ferries ont 14 cloisons transversales et 4 longitudinales. Ils ont un radar (Swiss Radar JFS364C) et une radio de sécurité du navire. 